# Jean-Pierre Bourtayre
Jean-Pierre Bourtayre (Parigi, 31 gennaio 1942 – Chatou, 4 marzo 2024) è stato un compositore francese.

## Biografia
Figlio di Henri Bourtayre, anch'egli compositore di successo, divenne noto in Italia per aver realizzato la canzone Le téléphone pleure, fortunato brano di Claude François inciso anche in italiano da Domenico Modugno con il titolo Piange...il telefono, e le sigle delle due stagioni della serie televisiva anni settanta Arsenio Lupin; i due brani, Arsène (solo strumentale) e Gentleman-Cambrioleur, interpretato da Jacques Dutronc, ebbero un grande successo.

## Colonne sonore

### Film
- Così bello così corrotto così conteso, regia di Sergio Gobbi (1973)
- I maestri del tempo,  regia di René Laloux (1982)

### Serie televisive
- Arsenio Lupin (Arsène Lupin) (1971, 1973-1974)
- Le evasioni celebri (Les évasions célèbres) (1972)
- Allò Beatrice (Allô Béatrice) (1984)